# New American Standard Bible
Die New American Standard Bible ist eine Übersetzung der Bibel in die englische Sprache. Das Neue Testament erschien erstmals 1963, die Gesamtbibel 1971, eine revidierte Version 1995. Rechteinhaberin der NASB ist die Lockman Foundation.

## Geschichte
Wie der Name bereits andeutet, ist die NASB eine Revision der ASV (American Standard Version) aus dem Jahre 1901. Die Übersetzung begann als Alternative zur Revised Standard Version (1946–1952/1971), die selbst eine Revision der ASV ist.
Die NASB wurde in folgenden Phasen veröffentlicht:
- Evangelium nach Johannes (1960)
- Die Evangelien (1962)
- Das Neue Testament (1963)
- Die Psalmen (1968)
- Die gesamte Bibel mit Altem und Neuem Testament (1971)
- Modifizierte Editionen (1972, 1973, 1975, 1977)
- Aktualisierte Fassung (1995)

## Übersetzungsgrundsätze
Die New American Standard Bible wird in der englischsprachigen Welt als eine der wörtlichsten Übersetzungen des 20. Jahrhunderts angesehen. Dies ist vor allem auf die Ziele der Übersetzer zurückzuführen, die im Vorwort der NASB genannt werden:
1. Die Veröffentlichung sollte dem Original treu bleiben.
2. Sie sollte grammatisch korrekt sein.
3. Sie sollte verständlich sein.
4. Sie sollte Jesus Christus gerecht werden in der Weise, wie das Wort Gottes Ihn beschreibt.

Die Grundlage für den englischen Text bot die ASV. Die Übersetzer zogen die anerkannten Grundtexte in Hebräisch, Aramäisch und Griechisch zu Rate und revidierten die ASV so wörtlich wie möglich. Für den hebräischen Text wurde die von Rudolf Kittel herausgegebene 3. Auflage der Biblia Hebraica verwendet sowie die Schriftrollen vom Toten Meer. Die Aktualisierung der NASB 1995 basiert auf der Biblia Hebraica Stuttgartensia, der 5. Auflage der Biblia Hebraica. Für die griechischen Teile wurde das Novum Testamentum Graece von Nestle-Aland verwendet, 1971 die 23. Auflage, 1995 die 26. Auflage.
Die Übersetzer verfolgten das Ziel, eine wörtliche und moderne Übersetzung der Bibel zusammenzustellen. In Fällen, in denen eine wörtliche Übersetzung als für heutige Leser inakzeptabel angesehen wurde, beschloss man Veränderungen zugunsten eines zeitgemäßeren Idioms. In solchen Fällen ist die wörtliche Übersetzung als Fußnote angefügt.
Die größte Stärke der NASB ist ihre Verlässlichkeit und ihre Treue zu den Ursprungssprachen. Die hieraus resultierende Schwäche ist, dass die NASB auf den durchschnittlichen Leser manchmal verwirrend wirkt. Zudem lässt die Absatzgliederung nach Versen (im Gegensatz zur Gliederung nach Sinnabschnitten) die Bibel zerstückelt erscheinen (neuere Ausgaben sind jedoch auch mit einer Einteilung in Sinnabschnitte erhältlich).
In der American Standard Version (ASV) vom Jahr 1901 wird im Vorwort darauf hingewiesen, dass die Revisoren zu dem Schluss kamen, dass ein jüdischer Aberglaube, der den göttlichen Namen für zu heilig hielt, um ausgesprochen zu werden, nicht länger in der englischen oder irgendeiner anderen Übersetzung des Alten Testamentes maßgeblich sein sollte. Somit wurde in der ASV von 1901 der Name Gottes „Jehova“ an den rund 7000 Stellen der Bibel wieder eingeführt, wo er ursprünglich stand.
Dies wurde jedoch bei der NASB wieder rückgängig gemacht und der Name Gottes wurde an den meisten Stellen durch „LORD“ ersetzt.

### Aktualisierte Fassung (1995)
1995 gab die Lockman Foundation die NASB in ihrer aktualisierten Fassung als NASB Updated Edition heraus. Seitdem ist sie nur noch als NASB bekannt und hat die Edition von 1971 weitestgehend verdrängt, auch wenn die alte Edition vereinzelt noch Verwendung findet.
Durch die Entfernung oder Veränderung von antiquierten Phrasen und Wörtern und vielen Konjunktionen ist die aktuelle Fassung geringfügig weniger wörtlich als die vorangegangene Ausgabe. Dennoch wird die NASB von vielen als die wörtlichste Übersetzung angesehen, die heute gewöhnlich in Kirchen verwendet wird.

## Übersetzer
An der aktualisierten NASB (1995) waren mehr als 20 Übersetzer mit verschiedenen konfessionellen Hintergründen beteiligt, durchweg konservative Bibelgelehrte mit Doktortiteln in biblischen Sprachen, Theologie oder mit anderen höheren Abschlüssen.